# Parviz Hadi
Parviz Hadi (en persa: پرويز هادي‎; Basmenj, Azerbaiyán Oriental, 16 de noviembre de 1987) es un luchador iraní de lucha libre. Participó en Campeonato Mundial en 2015 consiguiendo un noveno puesto. Ganó una medalla de oro en los Juegos Asiáticos de 2014. Conquistó tres medallas de oro en Campeonatos Asiáticos, de 2012, 2013 y 2016. Tercero en la Universiada de 2013. Tres veces representó a su país en la Copa del Mundo, consiguiendo un 1.º puesto en 2014 y 2015. 